# Asterope batesii
Asterope batesii là một loài bướm ngày thuộc họ Nymphalidae. Loài này có ở inland Brasil, bao gồm Ayeyros, dọc theo Tapajós và năm Tefé on the Upper Amazon.
Ấu trùng ăn Paullinia species.